# پرازئودیمیم
پرازئودیمیم (Praseodymium) عنصری شیمیایی با نشانه Pr عدد اتمی ۵۹ و جرم اتمی نسبی ۱۴۰٫۹۲. فلزی از ردیف لانتانیدها، مایل به زرد با چگالی نسبی ۶٫۵ است. نمک‌های آن سبزرنگ اند و در گذشته با نئودیمیم اشتباه می‌شد.
نام آن از واژهٔ یونانی پرازیوس (prasios) به معنای سبز و دیدیموس (didymos) به معنای همزاد گرفته شده‌است.

## تهیه
از الکترولیز نمک کلرید به‌طور خالص.

## کاربرد
به صورت اکسید در تهیهٔ سرامیک و شیشهٔ رنگی، به عنوان کاتالیزگر، مادهٔ فسفرسانس، در تولید لیزر و …

## خواص فیزیکی عنصر پرازئودیمیم
- عدد اتمی: ۵۹
- جرم اتمی: ۱۴۰٫۹۰۷۷
- نقطه ذوب: C° ۹۳۱
- نقطه جوش: C° ۳۵۲۰
- شعاع اتمی: Å ۲٫۶۷
- ظرفیت: ۳
- رنگ: سفید نقره‌ای مایل به زرد